# Immunoglobulina Y
La immunoglobulina Y és un tipus d'immunoglobulina, que es dona al rovell d'ou de les gallines. Sovint se la designa com a IgG, però difereix en estructura i funció de la IgG humana.
La IgY també ha estat descoberta en la tortuga tova xinesa, Pelodiscus sinensis.